# ان‌جی‌سی ۶۷۵۵
ان‌جی‌سی ۶۷۵۵ (انگلیسی: NGC 6755) یک خوشه باز از ستارگان در صورت فلکی عقاب است.